# باربرا ليا
باربرا ليا (بالإنجليزية: Barbara Lea)‏ هي مغنية وموسيقية وممثلة أمريكية، ولدت في 10 أبريل 1929 في ديترويت في الولايات المتحدة، وتوفيت في 26 ديسمبر 2011 في رالي في الولايات المتحدة بسبب مرض آلزهايمر.

## وصلات خارجية
- الموقع الرسمي
- باربرا ليا على موقع IMDb (الإنجليزية)
- باربرا ليا على موقع ميوزك برينز (الإنجليزية)
- باربرا ليا على موقع أول ميوزيك (الإنجليزية)
- باربرا ليا على موقع ديسكوغز (الإنجليزية)